# Pontiac G8
La Pontiac G8 est une berline vendue de 2008 a 2010 en Amérique du Nord par Pontiac. Fabriqué par Holden en Australie, elle est une version rebadgée de la Commodore. Elle a succédé à la Pontiac Grand Prix en mars 2008. La production a cessé en 2009 après l'annonce de la disparition de la marque Pontiac. 
Elle est disponible en trois versions : de base avec un V6 de 3,6 l de 256 ch, GT avec un V8 de 6.0 de 361 ch et GXP avec un V8 LS3 6,2 l de 402ch quelle partage avec la Corvette C6. 

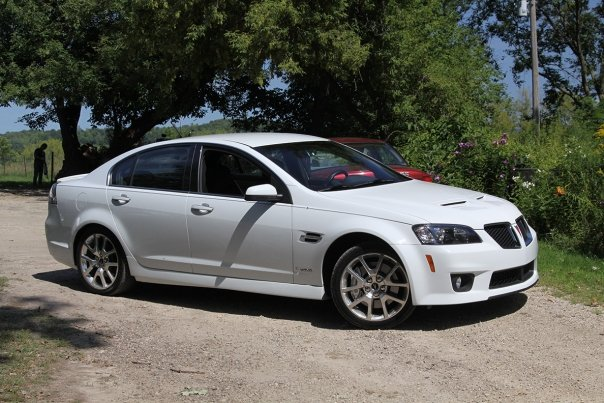
Pontiac G8 GXP 2009